# Новотроицк (Шаранский район)
Новотроицк (баш. Яңы Троицк) — деревня в Шаранском районе Республики Башкортостан Российской Федерации. Входит в состав Мичуринского сельсовета.

## География

### Географическое положение
Находится у истока реки Шаран, рядом расположена деревня Григорьевка. Расстояние до:
- районного центра (Шаран): 34 км,
- центра сельсовета (Мичуринск): 16 км,
- ближайшей ж/д станции (Туймазы): 76 км.

## История
В 1896 году в деревне Ново-Троицкого товарищества (Мандый-Аклан) Кичкиняшевской волости V стана Белебеевского уезда Уфимской губернии — 33 двора и 192 жителя (91 мужчина, 101 женщина), хлебозапасный магазин.
В 1906 году — 41 двор и 276 человек (134 мужчины, 142 женщины), хлебозапасный магазин, земская школа и кузница.
По данным подворной переписи, проведённой в уезде в 1912—13 годах, деревня входила в состав Ново-Троицкого сельского общества Кичкиняшевской волости. В ней имелось 37 хозяйств переселенцев-собственников, по национальности чувашей, где проживало 226 человек (117 мужчин, 109 женщин). Товариществом из 35 хозяйств было куплено 374 десятины земли (из неё 1 десятина сдана в аренду), также 2 десятины было арендовано. Оставшиеся 2 хозяйства были безземельными. Посевная площадь составляла 103,07 десятины, из неё 51,2 % занимала рожь, 43,7 % — овёс, 2,4 % — пшеница, остальные культуры занимали 2,7 % посевной площади. Из скота имелось 54 лошади, 70 голов КРС, 347 овец, 3 козы и 40 свиней. 1 хозяйство держало 1 улей пчёл, 2 человека занимались промыслами.
В 1920 году по официальным данным в деревне Ново-Троицкая той же волости 42 двора и 154 жителя (68 мужчин, 86 женщин), по данным подворного подсчёта — 256 чувашей и 1 работник в 45 хозяйствах.
В 1926 году деревня относилась к Шаранской укрупнённой волости Белебеевского кантона Башкирской АССР.
В 1939 году в деревне Ново-Троицк Ново-Михайловского сельсовета Шаранского района — 261 житель. В 1950-х годах Ново-Троицк был селом и относился к Михайловскому сельсовету. В 1959 году здесь проживало 158 жителей.
В 1963—64 годах деревня принадлежала Туймазинскому сельскому, затем до 1967 года — Бакалинскому районам.
В 1970-м в деревне Новотроицк Юношеского сельсовета Шаранского района — 139 человек.
В 1979 году — 71 человек, в 1989-м — 44 человека.
В октябре 1992 года Юношеский сельсовет вошёл в состав Мичуринского.
В 2002 году — 36 человек (17 мужчин, 19 женщин), чуваши (100 %).
В 2010 году — 17 человек (7 мужчин, 10 женщин).

## Население
| 2002 | 2009 | 2010 |
| ---- | ---- | ---- |
| 36   | ↘25  | ↘17  |

## Инфраструктура
Деревня электрифицирована и газифицирована. Единственная улица — Озёрная — представляет собой просёлочную дорогу.